# Pietro Colonna (XII secolo)

Stemma dei conti di Tuscolo

Stemma della famiglia Colonna

Pietro dei Conti di Tuscolo, meglio noto come Pietro Colonna (in latino Petrus de Columna; 1078 circa – 1118 circa), è stato un nobile e politico italiano di parte ghibellina, capostipite della nobile famiglia Colonna.

## Biografia
Era figlio di un rappresentante dei conti di Tuscolo, Gregorio II.
Il suo nome compare per la prima volta in occasione della elezione nel 1099 di papa Pasquale II, che Pietro appoggiò in cambio di denaro e possedimenti. Nel 1101 ricevette in eredità il territorio di Colonna, acquisendo il nome di Petrus de Columna. Successivamente, appoggiato dai conti di Tuscolo, si spinse su posizioni antipapali e occupò il paese di Cave nel 1102. Il papa lo punì togliendogli Colonna e Zagarolo. Nel 1108, approfittando dell'assenza di papa Pasquale II, prese possesso di Palestrina, dalla quale fu cacciato nel 1109. Nel 1118 Pietro approfittò del contrasto tra papa Gelasio II, fuggito in Francia, e i Frangipane e ne riprese il possesso. Possedette numerosi feudi sugli Appennini e ad est di Roma.

## Discendenza
Pietro ebbe due figli:
- Oddone
- Carsidonio